# Musée d'Art moderne de la République serbe
Le musée d'Art moderne de la République serbe (en serbe cyrillique : Музеј савремене умјетности Републике Српске ; en serbe latin : Muzej savremene umjetnosti Republike Srpske ; en abrégé : MSURS) est situé à Banja Luka, la capitale de la république serbe de Bosnie, en Bosnie-Herzégovine. Il remonte à 1971 et présente notamment des collections de peintures, sculptures, dessins et aquarelles, soit en tout environ 1 300 œuvres, pour l'essentiel créées dans la seconde moitié du XXe siècle.

## Architecture
Le musée est installé dans les bâtiments de l'ancienne gare de Banja Luka. Construits à la fin du XIXe siècle pendant la période austro-hongroise, ils sont aujourd'hui inscrits sur la liste des monuments nationaux de Bosnie-Herzégovine.

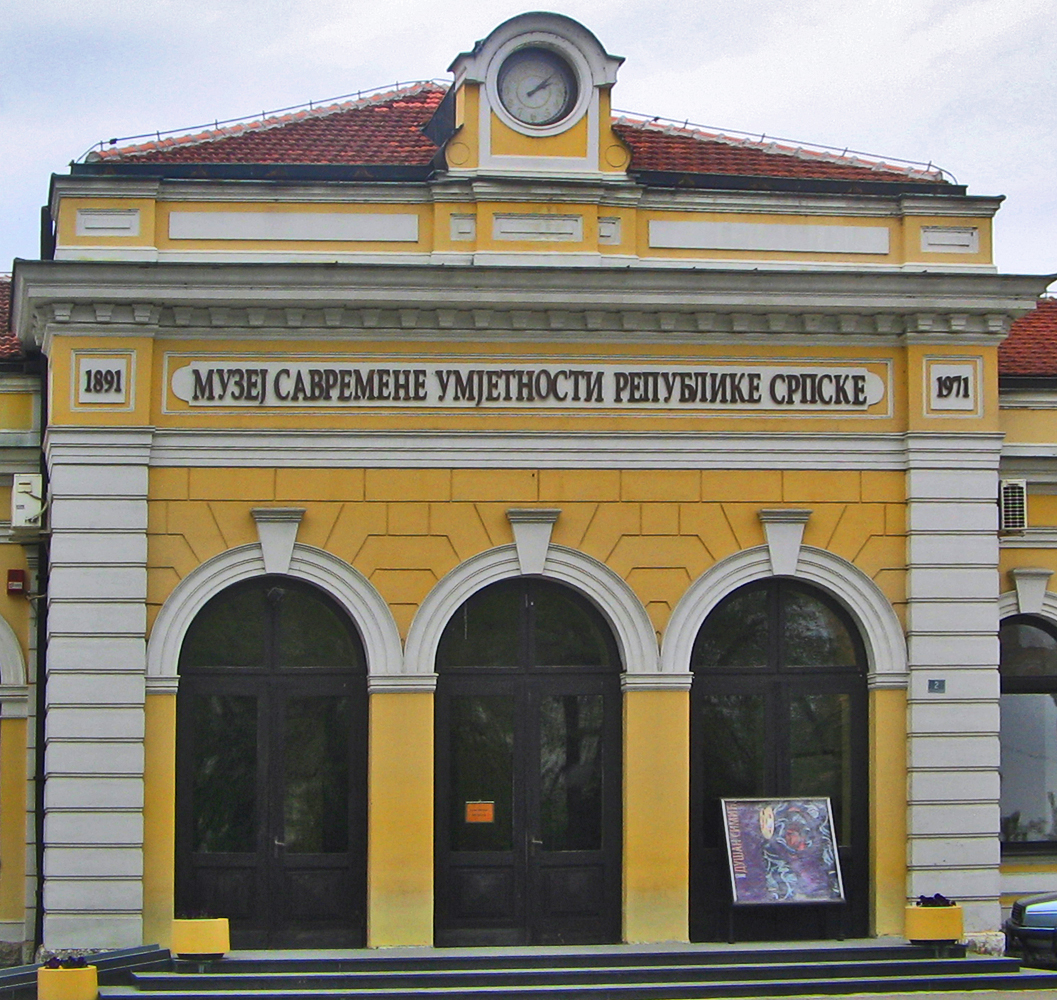
Détail de l'entrée du musée

## Collections
Le musée présente des œuvres de quelques maîtres contemporains comme Hans Hartung, Pierre Alechinsky, Bertrand Dorny, Heinz Mack, Michal Murin, Otto Piene, Günther Uecker, Petar Lubarda ou Ivan Tabaković.
Mais l'essentiel de son fonds est constitué par des créations d'artistes originaires de l'ex-Yougoslavie. La ville de Banja Luka et ses environs immédiats sont représentés au musée par de nombreux artistes comme Muhamed Ćejvan,  Zoran Banović, Omer Berber, Zlatko Valentić, Josip Granić, Slobodan Dragaš, Viktor Majdandžić, Bekir Misirlić, Enes Mundžić, Željko Opačak, Dušan Simić et Enver Štaljo. D'autres artistes sont nés dans la région de Banja Luka, comme Stojan Ćelić, originaire de Novi Grad ; Radovan Kragulj, Pedrag Marjanović et Pero Popović sont nés Prijedor et Biljana Gavranović à Gornji Orlovci près de Prijedor. Slobodan Vidović et Renato Rakić sont originaires de Gradiška, Miodrag Manojlović et Bojan Stevanić de Mrkonjić Grad et Kemal Širbegović de Modriča. Les collections accueillent également de nombreux artistes de la fédération de Bosnie-et-Herzégovine et, notamment, de Sarajevo, comme Slobodan Bijeljac, Braco Dimitrijević et Lala Raščić ; parmi les artistes bosniens, on peut encore citer Ljubomir Gajić, Smail IftićMilutin Kopanja,Ratko Lalić, Radenko Milak, Mladen Miljanović, Marko Stupar, Milivoje Unković, Veso Sovilj, Jovan Spremo et Mersad Berber.
Le musée offre aussi un panorama d'œuvres contemporaines réalisées par des artistes d'autres pays de l'ex-Yougoslavie. Certains sont originaires de Belgrade, la capitale de la Serbie, comme Vladimir Veličković, Mrđan Bajić, Aleksandar Kujučev, Dragan Mojović et Mladen Stilinović ; parmi les autres artistes serbes, on peut citer Tomislav Dugonjić (Kraljevo), Era Milivojević (Užice), Mića Popović (Loznica), Mihailo Rakita (Kragujevac). La Croatie est représentée par Boris Glamočanin et Nives Kavurić Kurtović (Zagreb), Julije Knifer et Ismar Mujezinović (Osijek), ou encore Sandra Dukić (Rijeka) et Edo Murtić (Velika Pisanica, près de Bjelovar). Boris Zaplatil est originaire de Ljubljana, la capitale de la Slovénie, et  Vojo Stanić de Podgorica, la capitale du Monténégro. Il y a une installation de mail art par l'artiste irlandais Gary Farrelly exposée en permanence dans le musée.

## Autres activités
Le musée organise également des expositions. Parmi les plus récentes, figurent celles consacrées à Florijan Mićković et à ses fils Vladimir et Ivan, à Adela Ber (1888-1966), à Mileta Prodanović, aux peintures d'Alojz Ćurić ou aux sculptures de Zdravko Jaksimović.
Le musée d'art moderne de Banja Luka a participé à la Nuit européenne des musées du 16 mai 2009.